# Rhaphidophyton regelii
Rhaphidophyton regelii är en amarantväxtart som först beskrevs av Aleksandr Andrejevitj Bunge, och fick sitt nu gällande namn av Modest Mikhaĭlovich Iljin. Rhaphidophyton regelii ingår i släktet Rhaphidophyton och familjen amarantväxter. Inga underarter finns listade i Catalogue of Life.